# Joel Sheveloff
Joel Leonard Sheveloff (26 septembre 1934 – 8 novembre 2015) est un musicologue, enseignant et auteur américain.

## Réception
Joel Sheveloff est diplômé de l'Université de la ville de New York, Queens College, et se spécialise dans la clarinette, puis obtient sa maîtrise et son doctorat de l'Université Brandeis. Sa thèse de 1970 sur les instruments à clavier et la musique de Domenico Scarlatti attire l'attention des chercheurs. 
Selon Robert Marshall et Carlo Grante, le travail emblématique et exemplaire de Ralph Kirkpatrick a finalement été remis en question par Joel Sheveloff. La bourse Scarlatti (1970–1985) de Sheveloff, basée sur une analyse minutieuse et la comparaison du manuscrit et des éditions imprimées historiques des sonates, contredit les affirmations de Kirkpatrick qui prétendait avoir établi un ordre chronologique des œuvres pour clavier de Scarlatti. Bien que les chercheurs aient longtemps supposé que l'instrument privilégié de Scarlatti était le clavecin, Shevleoff a encore une fois fait valoir que Scarlatti aurait utilisé la nouvelle invention de Bartolomeo Cristofori, le piano-forte. Selon Michael Talbot, Sheveloff est « le doyen des chercheurs Scarlatti vivants », tandis que W. D. Sutcliffe affirme que la  thèse de doctorat de Sheveloff représente le plus important travail détaillé sur les sources, fournissant « le commentaire le plus réfléchi sur les habitudes syntaxiques de Scarlatti ». Sutcliffe prend au sérieux Sheveloff prétendant que le style de Scarlatti est composé « d'un foisonnement de petits détails spéciaux ».

## Carrière
Bien qu'il ait donné des conférences sur une grande diversité de sujets musicaux, couvrant les compositions pour clavier médiévales, les compositeurs de l'époque baroque, Purcell, Mozart, Haydn, la musique sous le Tsar et l'Union soviétique, Ravel, Brahms, Schubert, la musique du XXe siècle, ses recherches privilégiées portent sur l'œuvre de Domenico Scarlatti, Modeste Moussorgski et Igor Stravinsky. Il s'est aussi intéressé à des domaines spécialisés de mètre, aux méthodes d'analyse musicale et mise en musique du texte, ainsi qu'à l'interprétation de la complexe partition de l’Offrande Musicale, une pièce qu'il a appelée « le DaVinci Code de J.-S Bach ».

## Distinctions
En tant que professeur de musique à l'Université de Boston, en 2004, Sheveloff reçoit le Prix Metcalf d'Excellence en enseignement, le plus grand honneur de l'enseignement à l'Université.

## Œuvres (sélection)
- (en) Joel Sheveloff (thèse de doctorat), The keyboard music of Domenico Scarlatti : a re-evaluation of the present state of knowledge in the light of the sources, Ann Arbor, University Microfilms, 1970, xiv-688 (OCLC 832477)
- « The Canon a 2 'Quaerendo invenietis' from Bach's Musical Offering », Master's Thesis, Brandeis University (1964)
- « Domenico Scarlatti » dans The New Grove Dictionary of Music and Musicians, 1980, éd. Stanley Sadie.  (ISBN 978-0-33-323111-1)
- (en) « Domenico Scarlatti: Tercentenary Frustrations », The Musical Quarterly, vol. 71, no 4,‎ 1985, p. 399–436 (ISSN 0027-4631, OCLC 5548497950, JSTOR 948094, lire en ligne)
- (en) « Domenico Scarlatti: Tercentenary Frustrations (Part II) », The Musical Quarterly, vol. 72, no 1,‎ 1986, p. 90–118 (ISSN 0027-4631, OCLC 5556221907, JSTOR 948108, lire en ligne)
- « Uncertainties in Domenico Scarlatti's musical language », dans Chigiana Vol. 40, no. 20, proceedings of conference in Siena, 1985
- « A Masterpiece from an Inhibition : Quashing the 'Inquisitive Savage' », dans Nineteenth-Century Piano Music : Essays in Performance and Analysis. edited by David Witten (New York : Garland Publishing, 1997)  (ISBN 978-0-81-531502-5)
- « When Sources Seem to Fail: The Clarinet Parts in Mozart's K. 581) and K. 622) »
- Critica Musica: Essays in Honor of Paul Brainard, p. 379–401
- J. S. Bach's Musical Offering: An Eighteenth-Century Conundrum.(Edwin Mellen Press Ltd., 2014)  (ISBN 978-0-77-342913-0)